# 拉多斯瓦夫·马耶夫斯基
拉多斯瓦夫·马耶夫斯基（波蘭語：Radosław Majewski，1986年12月15日—），波蘭足球運動員，司職中場，效力於英冠诺丁汉森林足球俱乐部。

## 球會生涯
马耶夫斯基在家鄉球會普魯斯科夫火炬展開足球生涯，2007年轉投至格羅濟斯克德斯科博利亞。2008年由於球會與華沙波蘭人合併，於是他搬到華沙踢球，然而由於他的表現平淡及場外生活而飽受批評，會方決定把他外借至英冠球會诺丁汉森林。

### 诺丁汉森林
2009年7月23日，马耶夫斯基被外借至诺丁汉森林至球季結束，森林先支付13萬鎊的租借費，另設有約100萬鎊的購買權。马耶夫斯基在诺丁汉森林的表現不錯，8月25日英格蘭聯賽盃對米德尔斯堡賽事中打進在球隊首顆進球，使球隊在加時比賽中勝出。8月29日對德比郡賽事中，比賽首分鐘便以30碼遠射取得進球，最終以3-2獲勝。2010年1月8日，他打進在球會的第四顆進球，作客以3-1擊敗西布罗姆维奇，使球隊在聯賽積分榜攀至第二名。
2010年5月5日，马耶夫斯基正式轉會至诺丁汉森林。由於隊友刘易斯·麦克古根狀態良好，限制了马耶夫斯基的上場時間，使他在新球季只上場了28次，該球季只打進兩球，分別是在聯賽對斯旺西城和考文垂。2011/12球季，马耶夫斯基在聯賽共打進六球，首顆進球是作客以3-2擊敗南安普顿，接著是對黑池的半窩利致勝球，使他與隊友韋斯·摩根一起入選天空體育英冠每週最佳陣容。2012年3月31日對水晶宫比賽中個人大演帽子戲法，再次入選天空體育英冠每週最佳陣容。最後是對赫尔城取得進球。
马耶夫斯基在2012/13球季共打進了五球，在2013年2月20日對哈德斯菲尔德賽事中不但打進他在該賽季的第一球，還戴了帽，使球隊主場以6-1大勝。緊接下來對查尔顿竞技和谢周三的比賽中他都取得進球。

## 榮譽
格羅濟斯克德斯科博利亞
- 波蘭盃：2006–07
- 波蘭甲組足球聯賽盃：2006–07、2007–08

## 外部連結
- 足球数据库：拉多斯瓦夫·马耶夫斯基的球员统计数据